# Hominizace

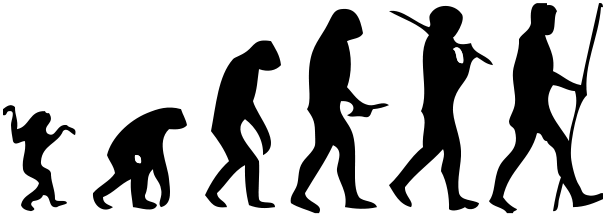

Hominizace neboli polidštění je v antropologii definováno jako proces postupných tělesných i sociálních změn vedoucích ve vývoji čeledi Hominidae ke vzniku moderního člověka (Homo sapiens). Nejedná se o rychlou a jednorázovou změnu, nýbrž o pomalý dlouhodobý proces, který je spojený s lidskou vývojovou linií po oddělení od posledního společného předka lidí a moderních šimpanzů zhruba před 6 – 8 miliony let.
Závěrečná fáze hominizace, kdy docházelo především ke zvětšování a rozvoji mozku a s tím souvisejících kognitivních schopností včetně řeči či abstraktního myšlení je někdy vyčleňována pod označením sapientace.
Hominizace se jako velmi komplexní proces dotkla prakticky celého lidského těla. Změny probíhaly nejen na kostře, kde je možné je velmi dobře sledovat díky fosilním nálezům, ale se stejnou intenzitou také na měkkých tkáních. Mimo to postihly i chování, ekologii, sociální strukturu a kulturu obecně. Také proto může být proces hominizace chápán velmi odlišně, zejména v závislosti na oboru, kterým je studován. Pohledy biologie, paleoantropologie, archeologie nebo psychologie mohou být značně rozdílné.

## Proces hominizace
Proces hominizace můžeme rozdělit do tří komplexů, které jsou však vzájemně provázané a nelze je od sebe zcela oddělit:
1. první hominizační komplex – znamená přestavbu pánve a dolní končetiny, což souvisí se vznikem a rozvojem bipedie; v hlavních rysech se objevuje již u rodu Australopithecus;
2. druhý hominizační komplex  – zahrnuje přestavbu horní končetiny, ale především dlaně a prstů, což vede ke schopnosti jemné manipulace, umožňuje pokročilou výrobu nástrojů a práci s nimi; tento komplex odlišuje rod Homo od rodu Australopithecus;
3. třetí hominizační komplex – představuje přestavbu lebky a rozvoj mozku; tento proces trval prakticky až do vzniku moderního člověka (Homo sapiens)

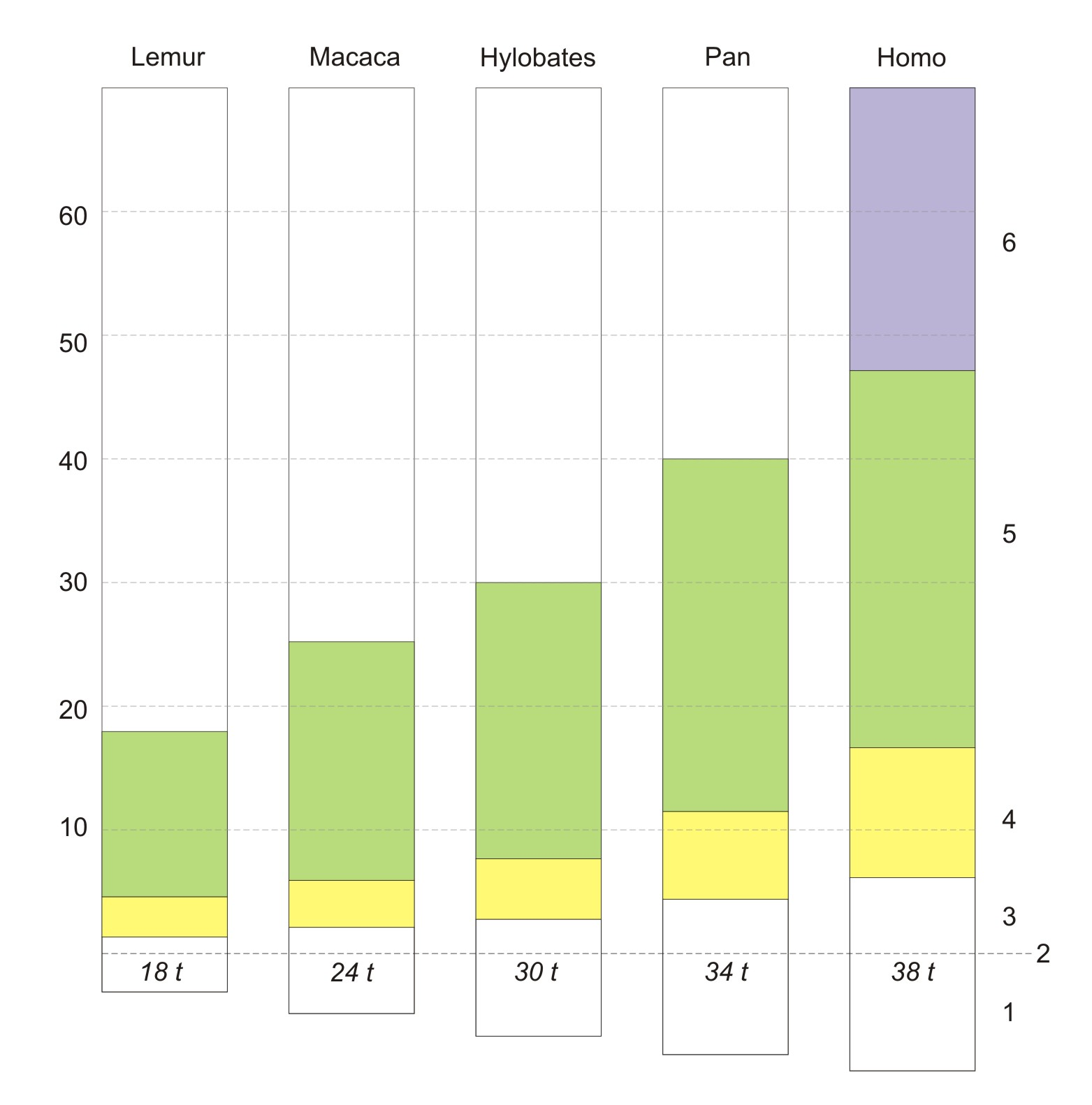
Srovnání ontogeneze různých primátů: 1 - gestace; 2 - porod; 3 - kojenec; 4 - mládě; 5 - dospělý; 6 - postreprodukce

## Hlavní změny
Ačkoliv dříve byly za hlavní rysy moderního člověka považovány především velký mozek a složitá kultura, jedná se o znaky, které se v evoluci objevují poměrně pozdě. U nejstarších zástupců taxonu Hominina (Sahelanthropus, Orrorin, Ardipithecus, Australopithecus) lze mnohem dříve sledovat zmenšování špičáků, zánik ostřícího komplexu mezi špičáky a třenovými zuby a adaptace k bipední chůzi.

### Prodloužená ontogeneze
Ontogeneze je u všech hominidů obecně poměrně dlouhá, ale směrem k modernímu člověku se v průběhu vývoje dál postupně prodlužuje. Vznikají tak některá stádia, která u ostatních žijících hominidů zcela chybí (např. výrazné postreprodukční období). Člověk se navíc rodí méně vyvinutý než jiní primáti (potomci jsou altriciální) a matky se musí o děti déle a intenzivněji starat. Všeobecně se předpokládá, že důvodem brzkého porodu je příliš velký mozek a tedy i velká lebka novorozence, která by se při delší době gestace již nevešla do porodního kanálu. Objevují se však i jiné názory, např. že delší těhotenství, při kterém by mohlo dojít k dostatečnému vývoji plodu, by bylo pro ženy energeticky příliš náročné.

### Změny reprodukce
V souvislosti se vzpřímenou postavou a delší ontogenezí dochází i ke změnám v rozmnožování. V porovnání s šimpanzi či gorilami jsou u člověka mnohem méně nápadné rozdíly mezi pohlavími (pohlavní dimorfismus). Bipedie, ale pravděpodobně i odlišný společenský systém má na svědomí změny ve velikosti a viditelnosti pohlavních znaků. U samic také není tak dobře patrná ovulace – například nedochází k otokům v oblasti sedacích hrbolů jako u opic a lidoopů – rozmnožování tak probíhá nezávisle na menstruačním cyklu. Naopak prsa, tvořená z velké části tukovou tkání, jsou jasně viditelná stále, nikoliv jen v době laktace. Oproti šimpanzům či gorilám mají lidé tendenci vytvářet spíše monogamní páry (dočasné i celoživotní) než polygamní skupiny.
Málo vyvinutá mláďata vyžadují po narození nejen intenzivní, ale i delší péči, což prodlužuje intervaly mezi jednotlivými porody. Samice homininů tak mohou mít během života méně mláďat. Uvažuje se, že právě z toho důvodu vzniklo postreprodukční období, které je výrazné zejména u samic (menopauza). Starší samice, které již nemají vlastní mláďata mohou pomáhat svým dcerám. Nejenže je tak o potomky lépe postaráno, ale samice mohou mít mláďata v kratších intervalech, protože o starší z nich pečují babičky. Velkou část zodpovědnosti za přežití potomků přebírají také muži – otcové.

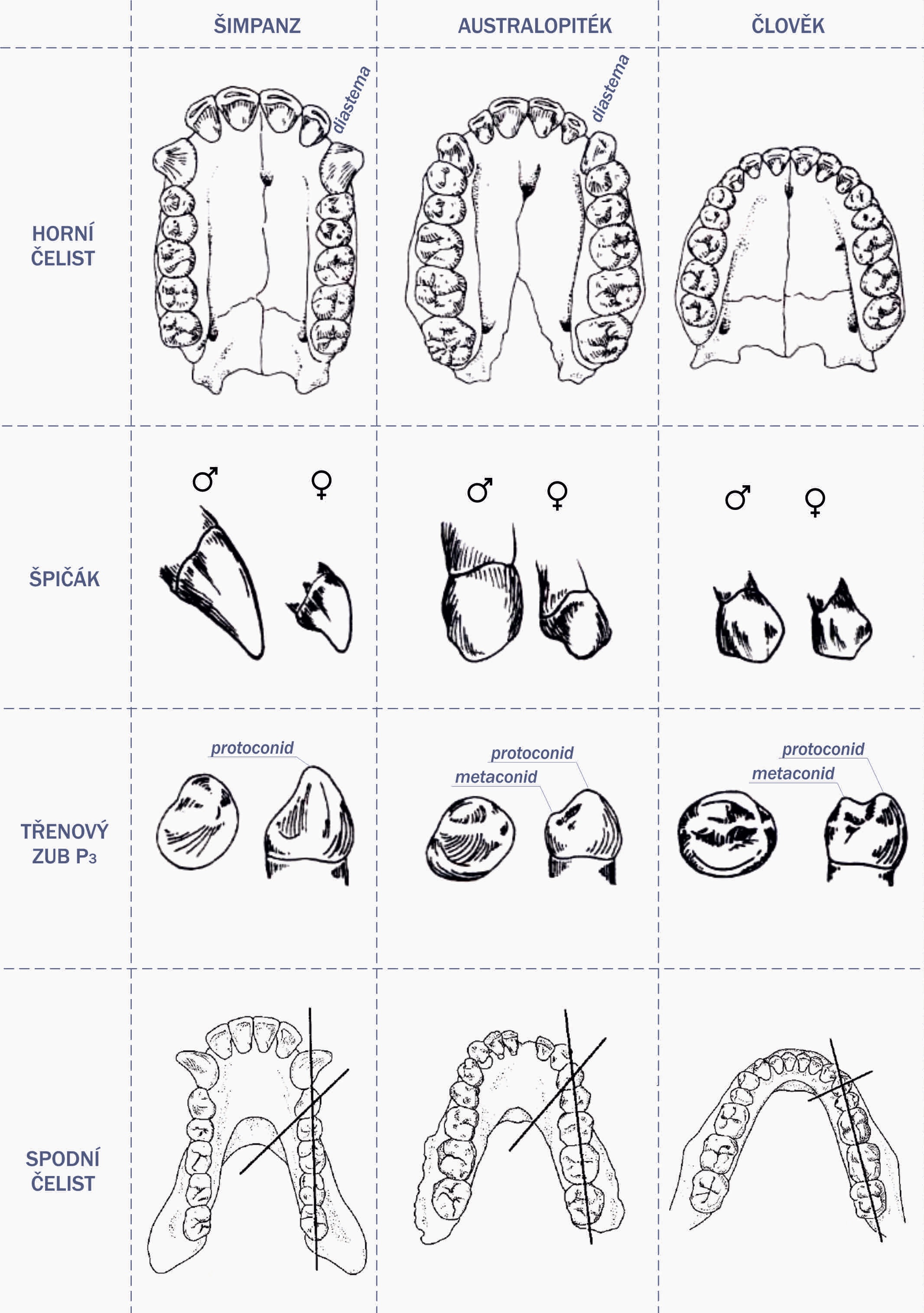
Srovnání chrupu šimpanze, australopitéků a moderního člověka

### Změny chrupu
Člověk se od současných lidoopů liší silnější zubní sklovinou i tvarem zubního oblouku. Ten se v průběhu vývoje rozšiřuje, takže se z podoby písmene U mění v parabolickou křivku. Oproti šimpanzům má člověk i menší řezáky a naopak větší stoličky. Výrazně velkými zadními zuby se přitom vyznačovali především zástupci rodu Australopithecus.
Nejnápadnější jsou však oproti lidoopům změny špičáků a třenových zubů. Podle dostupného fosilního záznamu se zdá, že již první homininé (Sahelanthropus, Orrorin, Ardipithecus) vykazovali tendence k postupnému zmenšování špičáků a tím i k zániku ostřícího komplexu mezi špičáky a třenovými zuby. U australopitéků pak byly špičáky redukovány již téměř úplně, takže prakticky nevyčnívaly z linie ostatních zubů.
V počátcích paleoantropologie se předpokládalo, že ke zmenšení špičáků vedla výroba nástrojů, které v mnoha činnostech zuby nahradily. Zároveň se uvažovalo, že nižší namáhání zubů způsobilo redukci čelistí a svalů, které jimi hýbou, což dále umožnilo zvětšování mozkové části lebky a rozvoj mentálních schopností. Tyto první teorie jsou v současnosti odmítané, protože první nástroje se objevily až před 2 – 2,5 miliony let, tedy o několik milionů let později než první tvorové se zmenšenými špičáky. Spíše se předpokládá, že ke zmenšení špičáků mohla vést častější konzumace potravy, vyžadující větší podíl žvýkání a drcení, při kterém přečnívající zuby překážely. Konzumaci tužší potravy odpovídají také velké stoličky s nízkými hrbolky a silnou sklovinou i parabolický zubní oblouk. Někteří badatelé však uvažují o tom, že nápadná redukce špičáků může svědčit o menší míře soupeření mezi samci, zmírnění bojů o samice či teritorium a možná i o větší spolupráci samců a samic v péči o potomstvo. To je odvozováno z faktu, že samci dnešních lidoopů používají výrazné špičáky zejména k vyjádření agrese a dominance v bojích mezi jedinci i skupinami. Usnadnění konzumace tužší potravy tak mohlo být i nezáměrným, ale přínosným vedlejším efektem.

### Adaptace k bipedii
Unikátní dvounohá lidská chůze a běh navazuje na náběhy, které se objevují již mezi některými primáty. Všichni dnešní hominidé jsou schopni kratší nebo delší dobu stát a pohybovat se vzpřímeně po dvou končetinách. Pouze člověk však dokáže bipední chůzi používat dlouhodobě a přitom efektivně. Bipedie navíc mohla umožnit nebo alespoň značně ovlivnit vznik dalších, typicky lidských znaků (obratné ruce schopné jemné manipulace, řeč, aj.). Také proto patří k často zkoumaným a nejlépe poznaným aspektům vývoje člověka.
Přesun k užívání dvounohé vzpřímené chůze neznamenal náhlou změnu, ale spíše dlouhodobý proces či sérii několika kroků. Nejstarší náznaky se objevují již u prvních homininů z přelomu miocénu a pliocénu před 5 – 7 miliony let (Sahelanthropus, Orrorin, Ardipithecus). Bezpečně byla bipedie alespoň v hlavních rysech vyvinuta u rodu Australopithecus, ovšem směrem k modernímu člověku se dále vylepšovala. Australopitékové i jejich předchůdci stále ve velké míře využívali stromy – jako zdroj potravy, bezpečné místo ke spánku i jako útočiště před dravci. Proto si stále uchovávali některé adaptace ke šplhání ve větvích a po dvou chodili jinak než dnešní lidé. Teprve lidé natrvalo opustili koruny stromů a chůzi zdokonalili. Přesto se nedá říci, že by pomalejší, méně obratná a energeticky náročnější chůze australopitéků byla jen přechodným stadiem. Tito tvorové přežívali po dlouhou dobu a svému životnímu prostředí a způsobu života byli velmi dobře přizpůsobení. Specifická chůze, kombinovaná se šplháním, jim plně dostačovala k pohodlnému přežití. Člověk (poprvé zřejmě Homo erectus) se však přizpůsobil životu, při kterém potřeboval překonávat větší vzdálenosti, a to i s pomocí vytrvalostního běhu.
I přes značnou pozornost, která je lidské bipedii dlouhodobě věnována, zůstává příčina jejího vzniku stále nejasná. Navrženo bylo velké množství hypotéz, jak a proč ke vzpřímení došlo. Jednoznačné řešení však dosud nebylo nalezeno. Pozemní bipedie nemusela zpočátku přinášet žádnou zásadní výhodu, navíc první homininé ještě nebyli zcela přizpůsobení pohybu na zemi a v případě nebezpečí se stále uchylovali do korun stromů. Je ovšem možné, že vzpřímená chůze poskytovala více drobných zlepšení v různých oblastech života (větší rozhled, uvolnění rukou, možnost lépe dosáhnout na potravu apod.) nebo pomáhala využívat více různých ekosystémů. Také proto nemusí mít vznik bipedie jedinou, jasně danou příčinu. Může se jednat spíše o složitější proces, v němž hrálo roli větší množství faktorů.

### Změny obličeje
S postupujícím vývojem rodu Homo ustupují dříve výrazné nadočnicové oblouky a zmenšují se čelisti, čímž dochází k celkovému zploštění obličeje. Teprve u prvních zástupců druhu Homo sapiens se na spodní čelisti objevuje brada.

### Rozvoj abstraktního myšlení, řeči, umění

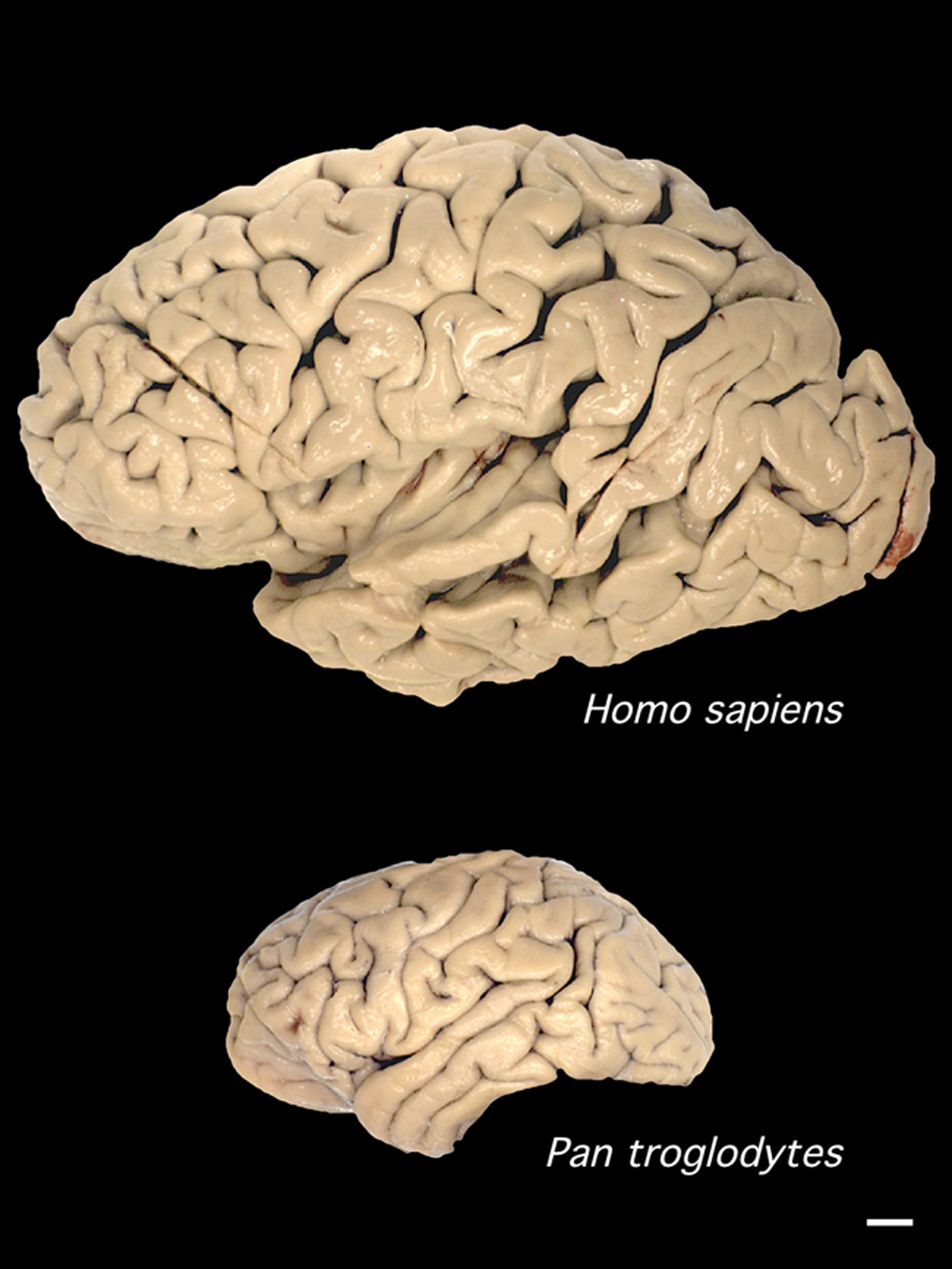
Srovnání mozku moderního člověka a šimpanze

## Zajímavé praktické dopady
Změny, které provázely vznik funkční bipedie, byly nejen pozitivní, ale i negativní. Některé z nich způsobují mnoho zdravotních potíží či chorob, které provázejí člověka po celou dobu jeho existence. Zajímavé je, že velkou část těchto problémů nenalézáme u žádného jiného nám známého organismu. Jedná se tedy o typicky lidská specifika.

### Porod
Již při narození jsou dítě i matka vystaveny obtížím, které jinde v živočišné říši nenacházíme. Mechanismus porodu je v porovnání s lidoopy mnohem složitější a náročnější, protože se spolu s výraznými změnami pánve mění i podoba porodních cest. Tento problém ještě vzrostl u rodu Homo v souvislosti s postupným zvětšováním objemu mozku. Hlava plodu je u současného člověka téměř tak velká jako otvor, kterým prochází, takže musí mít (na rozdíl od šimpanzů) neosifikované části, aby mohlo při porodu dojít ke kompresi. Hlavička dítěte se navíc musí v určitou chvíli otočit o 90°, porodní kanál se totiž stáčí stejně. Poté se obdobně otočí ještě jednou. Protože dítě vychází z matky obrácené od ní (tedy opačně než u ostatních primátů), má matka velmi omezené možnosti dítěti pomoci na svět. Pokud by se předklonila, dítě by si mohlo poškodit páteř o stydké kosti, popř. by mohlo dojít i ke zlomení vazu dítěte. Proto rodičky po celém světě vždy hledaly a hledají asistenci. Naproti tomu mládě šimpanze se narodí velice rychle, v cestě mu nebrání zúžené porodní cesty, přetočení jejich osy, ani příliš velká hlavička. Rodí se navíc „správným směrem“, samice jej tedy sama vytáhne ven.
Tyto komplikace způsobovaly, že i ve vyspělých státech byl porod ještě v 19. – 20. století nejčastější příčinou úmrtí žen v produktivním věku. Evoluce není schopna vytvořit dokonalý stroj, vytváří pouze kompromis, který je pro dané prostředí nejvýhodnější.

### Páteř

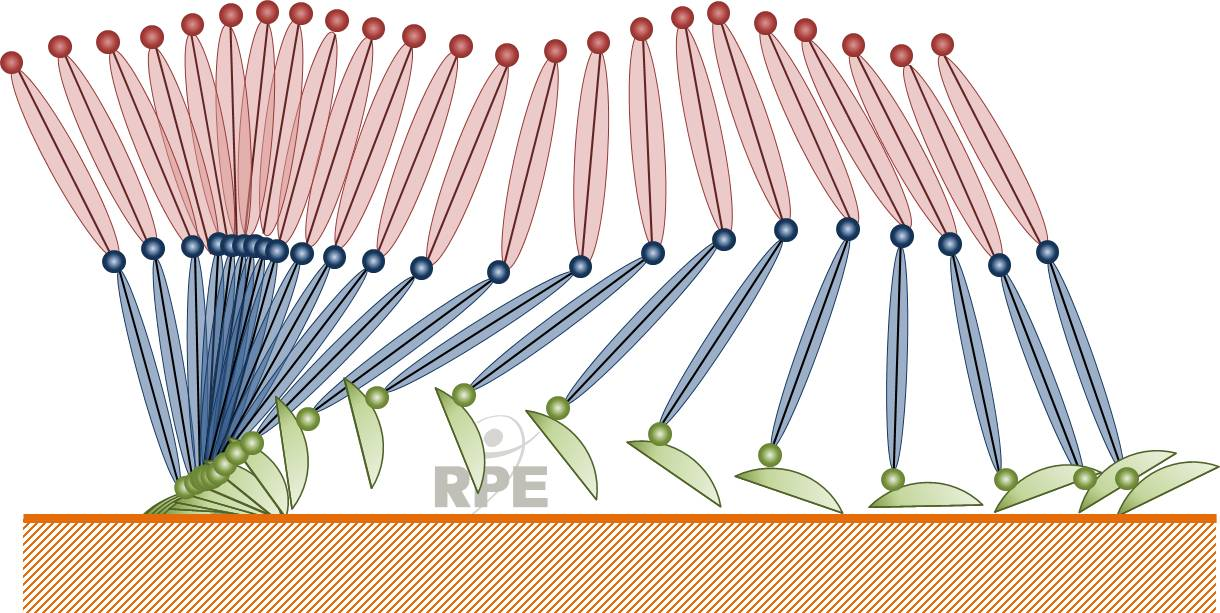
Rozfázovaný lidský krok

Dalším důležitým znakem člověka je dvojesovitě předozadně prohnutá páteř. Ta dokáže efektivněji přenášet váhu celé horní poloviny těla na pánev a kyčelní klouby. Také spojení křížové a pánevní kosti je oproti lidoopům posunuté směrem vzad, takže celkové těžiště těla se nachází až za kyčelním kloubem. Tím se zvyšuje stabilita vzpřímeného postoje. Díky všem těmto úpravám je člověk schopen nejen delší dobu stát vzpřímeně bez většího úsilí, ale i ujít po dvou větší vzdálenosti. Také však kvůli tomu téměř každý člověk trpí v průběhu svého života bolestmi zad.
Páteř jako taková je u savců původně konstruována jako oblouk. V těle člověka ovšem plní úlohu opěrného sloupu, který zejména v bederní části snáší veliký tlak. Při velké námaze pak může dojít k vyhřeznutí plotének. Navíc i malé odchylky od normální fyziologie mohou v delším časovém horizontu způsobovat velké bolesti, které v kombinaci s nadváhou či obezitou mohou člověka omezovat v pohybu. Dobrým příkladem je skolióza, která vzniká zejména při nedostatečném svalovém korzetu či v důsledku nošení těžkých břemen. Tato choroba se vyskytuje jen a pouze u člověka a jeho předků. Byla dokonce nalezena kostra chlapce druhu Homo erectus, který pravděpodobně touto chorobou trpěl.

### Kolenní kloub

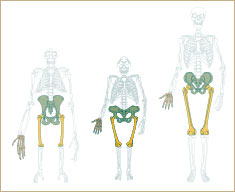
Rozdíly pánve a stehenních kostí: zleva šimpanz - Australopithecus - člověk

S přechodem k chůzi po dvou končetinách jsou nezbytně spojeny změny v morfologii všech důležitých kloubů dolní končetiny – kyčelního, kolenního a kotníku.
Koleno je snad nejdůmyslnějším „vynálezem“ přírodního výběru u člověka. Díky jeho stavbě jsou lidé jedinými primáty, kteří dokáží kolenní kloub dokonale propnout. Noha tak lépe nese váhu a poskytuje dobrou oporu zbytku těla. Proto se člověk při chůzi může posouvat vpřed kyvadlovým pohybem, kdy se tělo na napnutém koleni jakoby „přehoupne“ dopředu. Tím pádem se energie vynaložená na napnutí kolene do nejvyššího bodu alespoň částečně vrací při cestě vpřed. Tímto stylem člověk oproti jiným primátům při chůzi po dvou ušetří až 65% energie a zároveň chrání klouby před přehřátím. Lidská kolena jsou navíc vbočená dovnitř, směrem ke střední ose těla, takže stehenní kost nesměřuje od pánve kolmo dolů, ale šikmo dovnitř. Nohy jsou tak posunuté víc pod tělo, což pomáhá lépe udržet rovnováhu a stát vzpřímeně delší dobu bez velkého úsilí.
Koleno je však i přes všechna vylepšení při chůzi značně zatěžováno, zejména laterálním tlakem z pánve. Šikmé postavení stehenních kostí znamená větší riziko vykloubení kolene a výskytu kloubních nemocí jako je osteoartróza. Velký počet lidí pak musí přistoupit k totální endoprotéze kolenního či kyčelního kloubu. U žen je riziko logicky větší – kvůli širší pánvi je úhel, pod kterým se stehenní kost váže na kolenní kloub větší než u mužů, úměrně tomu se zvětšuje laterální tlak působící na koleno a zvyšuje se i spotřeba energie nutná k pohybu po dvou. Vysvětluje se tím i to, proč ženy nedosahují v běhu takových výkonů jako muži.

### Chodidlo
Specifickou morfologii má také lidské chodidlo. Palec na noze se přimyká k ostatním prstům, aby chodidlo bylo při přenášení váhy stabilnější a odraz od podkladu účinnější. Mizí tak protistojný palec, typický pro současné lidoopy a s ním i uchopovací schopnost chodidla. Kotník i samotné chodidlo jsou poměrně tuhé, aby poskytovaly lepší páku pro odraz od podkladu. Ze stejného důvodu se u člověka prodloužilo zánártí a zvětšila patní kost. Nápadně zvětšená je také Achillova šlacha a silné jsou i vazy, které udržují podélnou i příčnou nožní klenbu. Ta zajišťuje pružnost chůze i běhu, protože tlumí nárazy na tvrdý podklad. Slouží tak k lepšímu využití vydávané energie.
Právě klenba chodidla však způsobuje velké zdravotní potíže. Mezi nejznámější choroby patří pes cavus a pes planus, které pak vedou k dalším onemocněním. Pokud dojde k byť nepatrné odchylce od fyziologicky správné stavby, změní se rozložení váhy těla, což může vést nejdříve k rychlé únavě při chůzi, mozolům a puchýřům na nohách a v horších případech k osteoartróze kotníku a následně kolene, ale i palce u nohy. Velice často se u lidí s plochými chodidly objevují kotníky vyvrácené do vnitřní strany nohou a tzv. kladívkové prsty (digitus hammatus).